# Geografická olympiáda
Geografická olympiáda (do 1. září 2024 Zeměpisná olympiáda) je soutěž z oboru geografie pro žáky a studenty základních a středních škol. Zeměpisná olympiáda se dělí na školní kolo, okresní kolo, krajské kolo a celostátní kolo. Olympiáda se dělí na část s atlasem, písemný test a praktickou část. Dělí se podle ročníků účastníků na kategorie A, B, C a D.

## Soutěžní kola

### Školní kolo
Školní kolo se pořádá v lednu a je prvním kolem Zeměpisné olympiády. Postupují zpravidla nanejvýš tři žáci za školu v každé kategorii.

### Okresní kolo
Okresní kolo se pořádá únoru a je druhým kolem zeměpisné olympiády. Do krajského kola postoupí 1. až 2. z okresu.

### Krajské kolo
Krajské kolo v březnu a je třetím kolem zeměpisné olympiády, pro kategorie A a B konečným. Do celostátního kola v kategoriích C a D postupuje vítěz a ještě 10 nejlepších z celé České republiky.

### Celostátní kolo
Celostátní kolo se pořádá formou dvoudenního soustředění na konci dubna. Skládá se z terénního cvičení (v letech 2018 až 2020 v Jílovém u Prahy, 2022 na pražském Vyšehradě), práce s atlasem, písemného testu geografických znalostí a multimediálního testu.

## Kategorie a tematické rozdělení
Zeměpisná olympiáda se dělí na čtyři kategorie.

### Kategorie A
Žáci 6. ročníků základních škol a 1. ročníků osmiletých gymnázií.
Téma: Kartografie, vesmír a planeta Země, hydrosféra, obecná fyzická geografie, kartografie, Afrika.

### Kategorie B
Žáci 7. ročníků základních škol a 2. ročníků osmiletých gymnázií.
Téma: Afrika, Austrálie a Oceánie, Amerika, Asie, hydrosféra, kartografie, obecná fyzická a sociální geografie.

### Kategorie C
Žáci 8. a 9. ročníků základních škol a 3. a 4. ročníků osmiletých gymnázií a 1. a 2. ročníků šestiletých gymnázií.
Téma: Evropa, Česká republika.

### Kategorie D
Žáci 1. až 4. ročníků středních škol (bez ohledu na zaměření a specializaci SŠ), 5. až 8. ročníků osmiletých gymnázií a 3. až 6. ročníků šestiletých gymnázií.
Téma: Regionální geografie světa.

## Mezinárodní soutěže
Úspěšní řešitelé celostátního kola kategorií C a D mohli v roce 2022 postoupit na tyto mezinárodní soutěže:
- iGeo (International Geography Olympiad)
- IESO (International Earth Science Olympiad)
- EGEO (European Geography Olympiad)

## Letní škola Zeměpisné olympiády
Nadšení účastníci krajských a celostátních kol mají možnost se zúčastnit prázdninového soustředění, které se zpravidla koná v červenci v Třebíči (ve spolupráci s Geologickou olympiádou). Zahrnuje rozličné aktivity představující současnou geografii, terénní cvičení, výlety a bohatý společenský program. Zároveň slouží jako průprava na mezinárodní soutěže.